# Daihatsu Naked
La Daihatsu Naked (giapponese: ダイハツ ・ ネイキッド, Daihatsu Neikiddo) è un'automobile del tipo kei car prodotta dalla casa automobilistica giapponese Daihatsu dal 1999 al 2004.

## Il contesto
Fu presentata per la prima volta al Motor Show di Tokyo nel 1999. Era disponibile con un motore 658 cc a benzina abbinato alla trazione anteriore o alle quattro ruote motrici. Il design estetico si caratterizzava per alcune peculiarità come le scalanature nelle portiere e le cerniere e i bulloni a vista, progettati per far sembrare l'auto più robusta.